# Hordes of Chaos
Hordes of Chaos (рус. Орды Хаоса) — двенадцатый студийный альбом немецкой трэш-метал-группы Kreator, записанный на SPV GmbH и выпущенный 13 января 2009 года.

## Об альбоме
Hordes of Chaos был выпущен в трёх различных изданиях. Стандартное издание вышло в упаковке jewel-case и содержит 10 песен. Делюксовое издание содержит бонус DVD с документальным фильмом о записи альбома. В ультра-делюксовом издании, помимо этого, на DVD содержатся два концертных видео и видеоклип на заглавную песню. Так же ультра-делюксовое издание содержит футболку с логотипом группы и книгу. Виниловое издание альбома отличается оформлением.
Этот альбом записывался вживую в отличие от предыдущих альбомов группы. Милле объяснял это тем, что таким образом ты вкладываешь всю свою энергию и слушатель это чувствует. Именно поэтому по его словам этот альбом и носит такое название.
В США альбом стартовал на 165 строчке чарта «Billboard 200». За первую неделю было продано приблизительно 2 800 копий дисков.

## Список композиций
| №                   | Название                                       | Длительность |
| ------------------- | ---------------------------------------------- | ------------ |
| 1.                  | «Hordes of Chaos (A Necrologue for the Elite)» | 5:04         |
| 2.                  | «Warcurse»                                     | 4:10         |
| 3.                  | «Escalation»                                   | 3:24         |
| 4.                  | «Amok Run»                                     | 4:12         |
| 5.                  | «Destroy What Destroys You»                    | 3:13         |
| 6.                  | «Radical Resistance»                           | 3:43         |
| 7.                  | «Absolute Misanthropy»                         | 3:37         |
| 8.                  | «To the Afterborn»                             | 4:53         |
| 9.                  | «Corpses of Liberty»                           | 0:55         |
| 10.                 | «Demon Prince»                                 | 5:16         |
| Общая длительность: | Общая длительность:                            | 38:27        |

| №  | Название                                                             | Длительность |
| -- | -------------------------------------------------------------------- | ------------ |
| 1. | «The Making of Hordes of Chaos» (directed by Stephanie von Beauvais) |              |

| №  | Название                                      | Длительность |
| -- | --------------------------------------------- | ------------ |
| 1. | «Hordes of Chaos» (Demo)                      |              |
| 2. | «Radical Resistance» (Demo)                   |              |
| 3. | «To the Afterborn» (Demo)                     |              |
| 4. | «World Without Religion» ("Escalation" demo)  |              |
| 5. | «Amok Run» (Demo)                             |              |
| 6. | «Alle gegen alle» (Slime cover)               |              |
| 7. | «You Are the Government» (Bad Religion cover) |              |

## Участники записи
- Милле Петроцца — вокал, гитара
- Сами Или-Сирнио — гитара
- Кристиан Гизлер — бас-гитара
- Юрген Райль — ударные

## Позиции в чартах
| Чарт                                   | Позиция |
| -------------------------------------- | ------- |
| Австрия (Ö3 Austria)                   | 33      |
| Нидерланды (Album Top 100)             | 66      |
| Финляндия (Suomen virallinen lista)    | 16      |
| Франция (SNEP)                         | 85      |
| Германия (Offizielle Top 100)          | 16      |
| Венгрия (MAHASZ)                       | 26      |
| Япония (Oricon)                        | 163     |
| Швеция (Sverigetopplistan)             | 47      |
| Швейцария (Schweizer Hitparade)        | 57      |
| США (Billboard 200)                    | 165     |
| США (Billboard Independent Albums)     | 19      |
| США (Billboard Top Heatseekers Albums) | 7       |
| США (Billboard Top Tastemaker Albums)  | 9       |